# Frank Gambale
Frank Gambale (født 22. december 1958 i Canberra, Australien) er en australsk guitarist.
Gambale kom frem med Chick Coreas Electric Band. Han har også spillet med gruppen Vital Information.
Han er også kendt for at havde udviklet en stil på guitaren, kendt som Sweep Picking, som er en slags glissando-teknik med plekteret.
Gambale har lavet en lang række plader i eget navn.